# Municipio de Patterson (Ohio)
El municipio de Patterson (en inglés, Patterson Township) es un municipio del condado de Darke, Ohio, Estados Unidos. Tiene una población estimada, a mediados de 2021, de 1425 habitantes.

## Geografía
Está ubicado en las coordenadas 40°19′1″N 84°28′41″O / 40.31694, -84.47806. Según la Oficina del Censo de los Estados Unidos, tiene una superficie total de 69.8 km², de la cual 69.7 km² corresponden a tierra firme y 0.1 km² son agua.

## Demografía
Según el censo de 2020, en ese momento había 1452 personas residiendo en la zona. La densidad de población era de 20.8 hab./km². El 97.45 % de los habitantes eran blancos, el 0.14 % eran afroamericanos, el 0.14 % eran amerindios, el 0.41 % eran de otras razas y el 1.86 % eran de una mezcla de razas. Del total de la población, el 0.96 % eran hispanos o latinos de cualquier raza.

## Gobierno
El municipio está gobernado por una junta de tres administradores (trustees), que en 2022 son Steve Hoelscher, Samual Pohlman y Steven Puthoff.